# تومیا، میاگی
تومیا، میاگی (به لاتین: Tomiya, Miyagi) یک منطقهٔ مسکونی در ژاپن است که در استان میاگی واقع شده‌است. تومیا ۴۹٫۱۳ کیلومترمربع مساحت و ۵۱٬۷۹۲ نفر جمعیت دارد.